# 조진규
조진규는 대한민국의 영화 감독, 각본가이다.

## 학력
- 영남대학교 서양학과 학사
- 일본대학·일본영화학교·와세다 대학원 영화이론 석사

## 작품 목록
연출, 각본
| 영화 제목               | 비고        | 개봉(제작) 년도 |
| ----------------------- | ----------- | --------------- |
| - 《조폭 마누라》       | 코미디·액션 | 2001년          |
| - 《어깨동무》          | 코미디      | 2004년          |
| - 《조폭 마누라 3》     | 코미디·액션 | 2006년          |
| - 《갈수록 기세등등》   | 드라마      | 2011년          |
| - 《박수건달》          | 코미디      | 2012년          |
| - 《하유교목 아망천당》 | 멜로        | 2014년          |

## 수상 내역
2013년 23회 후쿠오카 국제 영화제 구마모토시 상